# 이천 김씨
이천 김씨(利川金氏)는 경기도 이천시를 본관으로 하는 한국의 성씨이다.
시조 김양진(金楊震)은 풍산 김씨의 시조인 김문적(金文迪)의 11세손이며, 조선의 이조참판 등의 관직들을 지내며 조선 조정으로부터 청백리를 수여받았다.

## 참고 자료
- “이천김씨(利川金氏)”. 뿌리를 찾아서.[깨진 링크(과거 내용 찾기)]